# Lucena City
Lucena City ist eine philippinische Stadt und Hauptstadt der Provinz Quezon, in der Verwaltungsregion IV, Calabrazon. Sie hat 266.248 Einwohner (Zensus 1. August 2015), die in 33 Barangays lebten. Sie liegt an der Bucht von Tayabas und wird als Großstadt der zweiten Einkommensklasse auf den Philippinen eingestuft.

## Geographie
Das Stadtzentrum liegt ca. 98 km südöstlich der Hauptstadt der Philippinen, Manila. Ihre Nachbargemeinden sind Pagbilao im Nordosten, Sariaya im Südwesten und Tayabas City im Nordwesten. Die Topographie der Stadt wird gekennzeichnet durch Flachländer und safthügelige Landschaften, an der Küste dehnen sich kleinere Marschländer aus.
Lucena City wird über den Maharlika Highway und durch die Eisenbahn mit der Bicol-Region und der Hauptstadtregion Metro Manila verbunden. Die täglichen Eisenbahnverbindung wird von der Philippine National Railways betrieben. Fährverbindungen verbinden die Stadt mit den Inseln Marinduque, Masbate, Palawan und Romblon.

## Geschichte
Die Geschichte der Stadt begann 1571/72, als der Konquistador Juan de Salcedo die heutige Quezon-Provinz erforschte und unterwarf. Zwischen 1580 und 1583 gründeten die Franziskaner Juan de Plasencia und Diego de Oropesa die Stadt Tabayas. Lucena war zu dieser Zeit ein Stadtteil, den die Spanier zunächst Buenavista nannten, dann Oroquieta.
Am 5. November 1879 wurde die erste Pfarrei in diesem Stadtteil errichtet und am 1. Juni 1882 die unabhängige Verwaltungseinheit der Municipality of Lucena. Am 12. März 1901 wurde der Sitz der Provinzregierung von Tayabas nach Lucena verlegt. Der Status einer Großstadt wurde Lucena am 17. Juni 1961 verliehen.

## Baranggays
| - Barangay 1 (Pob.) - Barangay 2 (Pob.) - Barangay 3 (Pob.) - Barangay 4 (Pob.) - Barangay 5 (Pob.) - Barangay 6 (Pob.) - Barangay 7 (Pob.) - Barangay 8 (Pob.) - Barangay 9 (Pob.) - Barangay 10 (Pob.) - Barangay 11 (Pob.) | - Barra - Bocohan - Mayao Castillo - Cotta - Gulang-Gulang - Dalahican - Domoit - Ibabang Dupay (Pob.) - Ibabang Iyam - Ibabang Talim - Ilayang Dupay | - Ilayang Iyam - Ilayang Talim - Isabang - Mayao Crossing - Mayao Kanluran - Mayao Parada - Mayao Silangan - Ransohan - Salinas - Talao-Talao - Market View (Pob.) |

## Städtepartnerschaften
- Baguio City, Philippinen
- Makati City, Philippinen
- Naga City, Philippinen